# Église de la Nativité-de-la-Sainte-Vierge de Monlet
L'église de la Nativité-de-la-Sainte-Vierge est un édifice situé à Monlet, en France.

## Localisation
L'église est située sur le territoire de la commune de Monlet, place Principale, dans le département  de la Haute-Loire, en région Auvergne-Rhône-Alpes.

## Description
Édifice présentant deux périodes de construction. La partie romane comprend une travée du chœur et une abside à fond plat. La partie du XVe siècle comprend la nef voûtée. Le badigeon intérieur recouvre une litre funèbre peinte au XVIIe siècle.

## Historique
L'église est inscrite au titre des monuments historiques par arrêté du 7 janvier 1926.